# Earl of Harborough

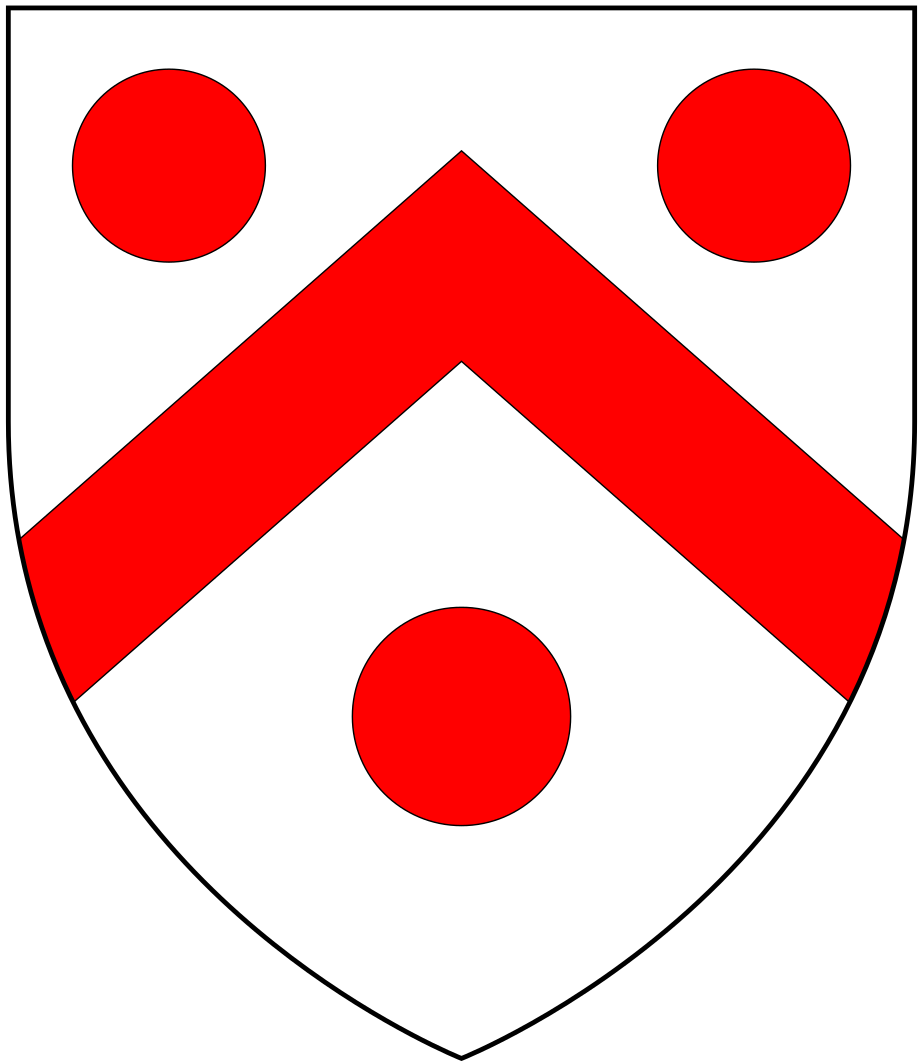
Wappen der Earls of Harborough

Earl of Harborough war ein erblicher britischer Adelstitel in der Peerage of Great Britain.

## Verleihung und nachgeordnete Titel
Der Titel wurde am 8. Mai 1719 für den englischen Politiker Bennet Sherard, 1. Viscount Sherard, geschaffen. Da er kinderlos war, erfolgte die Verleihung des Earlstitels mit dem besonderen Zusatz, dass dieser Titel in Ermangelung eigener männlicher Nachkommen auch an seinen nächsten Verwandten, seinen Onkel Hon. Philip Sherard (1623–1695), und dessen männliche Nachkommen vererbbar sei.
Er hatte bereits 1700 von seinem Vater den fortan nachgeordneten Titel als 3. Baron Sherard, of Leitrim in the County of Leitrim, geerbt, der am 10. Juli 1627 in der Peerage of Ireland seinem Großvater verliehen worden war. Am 19. Oktober 1714 war ihm in der Peerage of Great Britain auch der Titel Baron Harborough, of Harborough in the County of Leicester, verliehen worden. Die Verleihung der Baronie Harborough erfolgte mit der gleichen besonderen Erbregelung zugunsten seines Onkels, wie das spätere Earldom. Am 31. Oktober 1718 war er in der Peerage of Great Britain auch zum Viscount Sherard, of Stapleford in the County of Leicester, erhoben.
Da der 1. Earl kinderlos blieb, erlosch die Viscountcy bei seinem Tod am 16. Oktober 1732, während seine übrigen Titel an seinen Großneffen Philip Sherard, den Enkel des vorgenannten Hon. Philip Sherard, fiel. Beim Tod von dessen Urenkel, dem 6. Earl, am 28. Juli 1859 erloschen das Earldom und die Baronie Harborough. Die Baronie Sherard fiel an dessen Onkel sechsten Grades, Philip Sherard als 9. Baron und erlosch schließlich am 14. Juni 1931 beim Tod von dessen Cousin zweiten Grades, dem 12. Baron.

## Liste der Titelinhaber

### Barons Sherard (1627)
- William Sherard, 1. Baron Sherard (1588–1640)
- Bennet Sherard, 2. Baron Sherard (1621–1700)
- Bennet Sherard, 3. Baron Sherard (1675–1732) (1719 zum Earl of Harborough erhoben)

### Earls of Harborough (1719)
- Bennet Sherard, 1. Earl of Harborough (1675–1732)
- Philip Sherard, 2. Earl of Harborough (1680–1750)
- Bennet Sherard, 3. Earl of Harborough (1709–1770)
- Robert Sherard, 4. Earl of Harborough (1719–1799)
- Philip Sherard, 5. Earl of Harborough (1767–1807)
- Robert Sherard, 6. Earl of Harborough (1797–1859)

### Barons Sherard (1627, Fortsetzung)
- Philip Sherard, 9. Baron Sherard (1804–1886)
- Castell Sherard, 10. Baron Sherard (1849–1902)
- Philip Sherard, 11. Baron Sherard (1851–1924)
- Robert Sherard, 12. Baron Sherard (1858–1931)